# Deon Hotto
Deon Hotto Kavendji (ur. 29 października 1990 w Swakopmund) – namibijski piłkarz, grający na pozycji pomocnika w klubie Orlando Pirates oraz reprezentacji Namibii. Uczestnik Pucharu Narodów Afryki 2017, 2019 i 2023.

## Kariera klubowa
Karierę rozpoczynał w lokalnym klubie Blue Boys. Potem przeniósł się do African Stars FC. W 2014 roku wyjechał do Południowej Afryki. Tam grał w: Golden Arrows, Bloemfontein Celtic czy Bidvest Wits. Od 2020jest zawodnikiem Orlando Pirates, jednym z najbardziej utytułowanych klubów RPA.

## Kariera reprezentacyjna
W reprezentacji Namibii zadebiutował 25 maja 2013 w meczu z Zambią. 12 czerwca tego samego roku zdobył pierwszą bramkę w kadrze w zremisowanym 1:1 starciu z Nigerią. W finale turnieju Puchar COSAFA 2015 zdobył dwie bramki i zapewnił Namibii triumf w rozgrywkach. Został powołany na Puchar Narodów Afryki 2023. Zdobył tam jedyną bramkę w meczu z Tunezją, zapewniając pierwsze w historii PNA zwycięstwo Namibii. W późniejszym rozrachunku gol dał również pierwszy w historii awans do fazy pucharowej.